# Pseuderanthemum teysmannii
Pseuderanthemum teysmannii är en akantusväxtart som först beskrevs av Edgar Shannon Anderson, och fick sitt nu gällande namn av Ridley. Pseuderanthemum teysmannii ingår i släktet Pseuderanthemum och familjen akantusväxter. Inga underarter finns listade i Catalogue of Life.